# Borggreve
Borggreve eller burggreve, (tyska Burggraf, latin præfectus eller comes urbis, "stadsgreve") kallades i Tyskland under medeltiden den tjänsteman, som förde befälet på en kunglig borg i en stad och där tillika utövade den grevliga domsrätten. Om vad delen borg i ordet hade för ursprunglig betydelse (etymologi), jämför artikeln om borg.
Även i viktigare befästa städer insattes borggrevar, som med befälet över fästningsverken förenade den grevliga domsrätten, men när städernas makt växte, förlorade borggreven ofta den senare, och stundom blev då borggrevevärdigheten till och med blott en titel. Några sådana borggrevskap blev ärftliga län med furstlig rang, till exempel borggrevskapet Nürnberg (se Hohenzollern), som förenades med kurfurstendömet Brandenburg, och borggrevskapet Magdeburg, som förenades med kurfurstendömet Sachsen.
I Sverige var burggreve, under 1600-talet den högste juridiske och militäre ämbetsmannen i Falun, Göteborg och Malmö.